# スポーツカークラブ・オブ・アメリカ

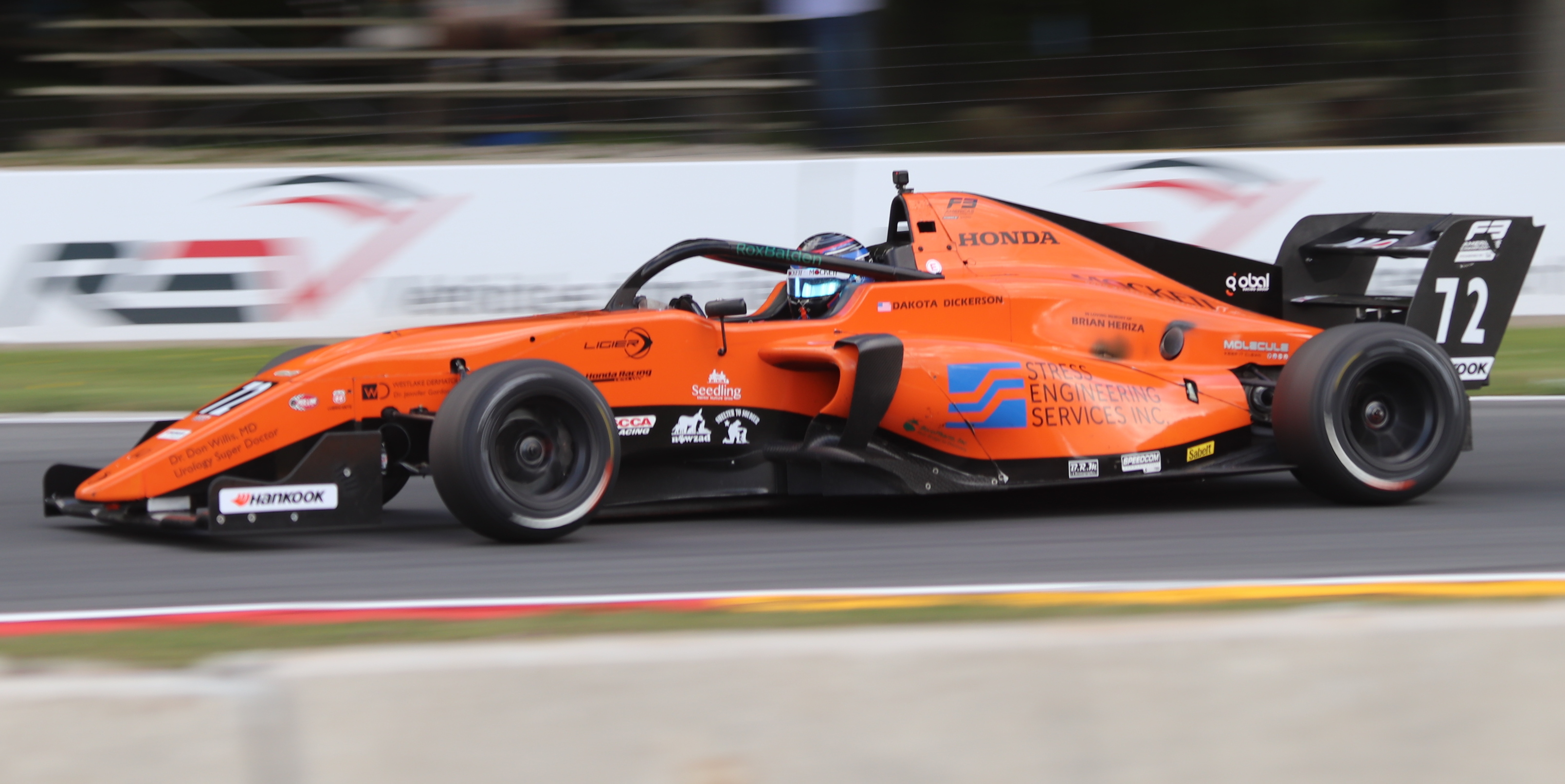
フォーミュラ・リージョナル・アメリカズ

スポーツカークラブ・オブ・アメリカ (Sports Car Club of America, SCCA) は、アメリカ合衆国の自動車レース統括組織。

## 概要
アメリカ合衆国のモータースポーツにおいてアメリカ合衆国自動車クラブ (USAC) やNASCARと互いにライバル視して切磋琢磨してきた。1944年の設立以来、カナディアン-アメリカン・チャレンジカップ(Can-Am)やチャンプカー・ワールド・シリーズ等、数々の自動車レースを開催してきた。またラリー・アメリカやSCCA Proラリーといったラリーも主催した。
現在はパイクスピーク・ヒルクライムラリーや子会社のSCCA・プロレーシングが開催する、アトランティック・チャンピオンシップやトランザム・シリーズを持つ。USACやNASCAR、IMSAの主催するレースと比べると二番手になることは否めないものの、根強いファンによって支えられている。フォーミュラカーの登竜門といえるフォーミュラ・Veeやフォーミュラ・フォードの主催者でもあるほか、以前はドリフト走行イベントのフォーミュラ・ドリフトも手がけていた。
SCCA・プロレーシングが認可するフォーミュラ・リージョナル・アメリカズでは、ホンダがホンダ・パフォーマンス・ディベロップメント（HPD）を通じ、シビック タイプR用のK20Cエンジンをワンメイクで供給している。同シリーズでは2021年のチャンピオンに2022年に全日本スーパーフォーミュラ選手権へ参戦するためのスカラシッププログラムを提供すると発表した。